# ハリウッド★ホンコン
『ハリウッド★ホンコン』（原題：香港有個荷里活、英題：Hollywood Hong-Kong）は、2001年の香港映画。香港・日本・フランスの3ヶ国共同製作。フルーツ・チャン監督によるいわゆる「娼婦三部作」の2作目にあたり、2002年の第39回金馬奨では史上最多の14部門でノミネートし、最優秀監督賞など3部門を獲得した。

## キャスト
- トントン・ホンホン・フォンフォン - ジョウ・シュン ： ハリウッド地区に住む少女
- チュウ社長 - グレン・チン ： ダイホム村で焼豚屋を営む
- ミン - ホウ・サイマン ： チュウ社長の息子、サイの兄
- サイ - レオン・ツィーピン ： チュウ社長の息子、ミンの弟
- ウォン・チーケン - ウォン・ユーナン ： ダイホム村に住むチンピラ。ネットで出会い系サイトを運営する

## ストーリー
香港に最後まで残っていたバラック小屋の並ぶ下町・ダイホム村。龍翔道を挟んだ反対側にはプラザ･ハリウッドと高層マンションが豪華にそびえている。チュウ家は、父と子2人の3人でこの村に住み、焼豚屋を開いていた。また、同じくダイホム村の住むチンピラのウォン・チーケンは、自宅で出会い系サイトを開設して同棲相手に金を取らせて生活していた。
ある日、チーケンはネット上で「上海天使」というハンドルネームのホンホンを知り、情事を交わす。同じ頃、放課後に店を手伝っていたサイは店に来たトントンという少女と出会い、二人は友人となる。トントンの登場によってチュウ家には活気が生まれたが、ミンはトントンと身体を重ねてしまう。
やがてチーケンの元に弁護士からの通知が届く。その内容は、「未成年であるホンホンへの性的暴行に対する慰謝料として5万ドルを支払え」というものだった。強気で突っぱねていたチーケンであったが、取立て屋に襲われた挙句右腕を切り落とされ、しかも直前に人間違いで襲われていた別の男の左腕をつけられてしまう。さらに、利息を含めて15万ドルの請求が来ると、チーケンはホンホンとトントンが同一人物であることを知る。サイから住所を聞き出したチーケンは、包丁を握り締めてハリウッド地区に駆けて行く。トントンに危機を知らせようと屋根に上って「走（逃げろ）」と合図を送るサイ。チーケンとミンが部屋に駆け込むと、そこはもぬけの殻だった。

## エピソード

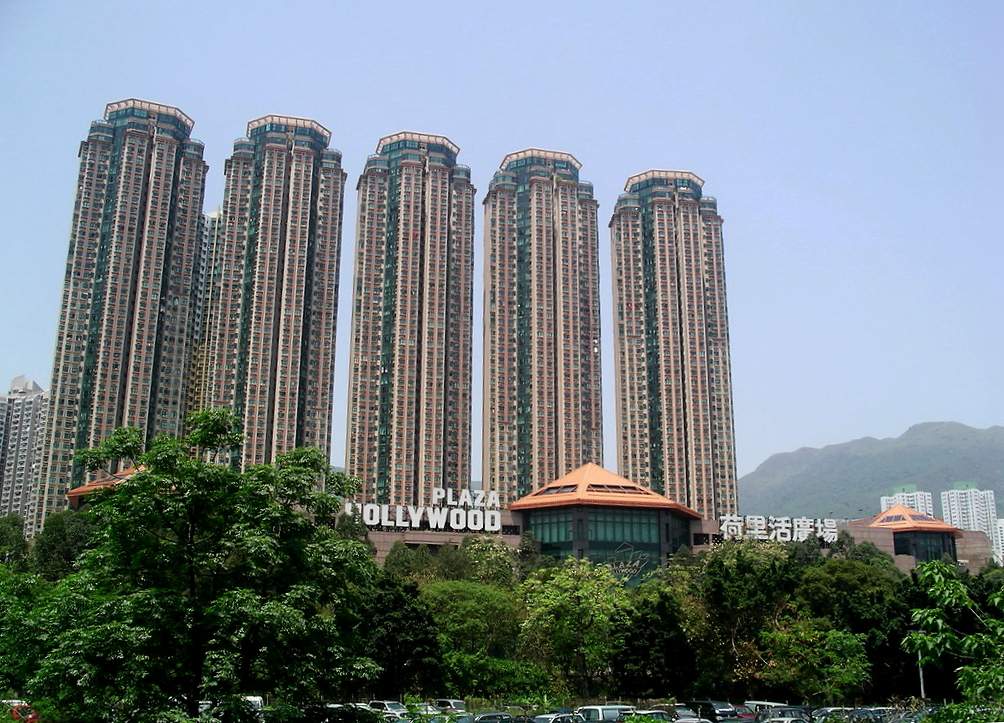
ダイホム村から見たプラザ・ハリウッドと星河明居（ギャラクシア）

- 映画の舞台となったダイホム村（大磡村）は、再開発に伴って2001年までに全て撤去されてしまっている。
- 映画の撮影の時点でもダイホム村は退去が進んでおり、ロケハン時にはおよそ8割が無人になって封鎖されていた。また、残り2割も補償問題で争っている状態であったため協力が得にくく、ロケハンに時間を要した。
- チュウ家の3人はいわゆる俳優ではなく、「太った家族」を演出するためにキャスティングされた素人。偶然にもミン役のホウ・サイマンの職業は、焼豚屋の店員。

## 受賞
- 第39回金馬奨（2002年）：最優秀監督賞、最優秀音響効果賞、最優秀プロダクション・デザイン賞
- 第4回シネマニラ国際映画祭（2002年）：NETPAC賞[1]
- 第9回香港批評家協会賞（2002年）：最優秀脚本賞[1]